# Journal Kyaw Ma Ma Lay
Journal Kyaw Ma Ma Lay (en birman : ဂျာနယ်ကျော် မမလေး [ma̰ ma̰ léi]), née en 1917 en Birmanie et morte en 1982, est reconnue comme l'un des plus grands écrivains birmans du XXe siècle. 
Ses œuvres de fiction sont connues pour leurs représentations authentiques de la société birmane moderne. Avec Ludu Daw Amar, Ma Ma Lay était l'une des rares femmes écrivains en Birmanie. 

## Biographie

### Jeunesse et débuts littéraires
Ma Ma Lay, de son vrai nom Ma Tin Hlaing , est née dans le village de Karmaklu, dans la division d'Ayeyarwady, au Myanmar en 1917. Sa carrière littéraire a commencé en 1936 lorsque son article « To Become Knowledgeable Women » a été publié dans le journal Myanma Alin. Elle épousa plus tard Chit Maung, le rédacteur en chef de Myanma Alin en 1938. Ensemble, ils fondent le journal The Journal Kyaw en 1939. Elle a commencé à écrire des articles et des nouvelles sous le nom de plume Journal Kyaw Ma Ma Lay.
Ma Ma Lay n'avait que 29 ans lorsque son mari est mort en 1946, la laissant veuve avec deux fils et une fille. En dépit d'être une jeune veuve, Ma Ma Lay a montré son talent et ses capacités d'écrivain et d'éditrice. Non seulement elle n'a pas fermé le Journal, mais elle en a publié un autre nommé "Pyithu Hittaing" ou "Le journal de la voix du peuple", conformément au dernier souhait de son mari.
Malheureusement, elle n'a pu diriger la parution des journaux que pendant quelques années en raison de la situation dans le pays. Les problèmes ont commencé lorsqu'un groupe d'étudiants a détruit l'imprimerie de sa société d'édition à cause de la tendance de gauche perçue dans ses publications, et peut-être pour les liens de sa famille avec des marxistes de premier plan comme Thein Pe Myint. N'étant pas du genre à reculer, Ma Ma Lay a continué à publier ses deux journaux en s'endettant considérablement. Bien qu'elle ait pu rembourser une partie des dettes en raison du succès commercial de son livre de 1947 Thu Lo Lu (Like Him), elle n'a pas pu maintenir longtemps sa maison d'édition.

### Praticienne de médecine traditionnelle birmane
Ma Ma Lay était une pratiquante de la médecine traditionnelle birmane. Son intérêt pour la médecine traditionnelle a commencé après la mauvaise expérience de sa famille avec la médecine occidentale. En 1945, l'opération de la jambe de sa fille de sept ans a été bâclée par un médecin de l'armée britannique. En 1946, son mari est mort subitement dans les 12 jours d'une cause incertaine. Ma Ma Lay a étudié la médecine traditionnelle birmane pendant 15 ans sous la direction de Saya Hlaing et a ouvert une clinique à Yangon. Elle a voyagé fréquemment dans d'autres régions et a traité des patients atteints de tuberculose, de cancer, d'hypertension, d'hépatite B, de lèpre, de diabète, de paralysie, de maladie mentale, d'hydropisie, d'éléphantiasis.
Ma Ma Lay aurait guéri son plus jeune frère Tin Win de la maladie vénérienne VD en trois mois. Plus tard, Tin Win a également étudié la médecine birmane et est devenu un praticien de la médecine traditionnelle à Mandalay .

### Réussite de sa carrière littéraire
Ma Ma Lay a poursuivi sa carrière d'écrivain et a également été présidente de la Writers Association en 1948, ce qui était très inhabituel pour une femme. Voyager à travers le monde n'était pas facile pour une femme à cette époque, mais Ma Ma Lay y est parvenu. Elle s'est rendue en Inde, au Japon, en Chine et en Russie, participant à des conférences et visitant différents pays.
Ma Ma Lay a écrit près de 20 livres et de nombreux articles et nouvelles qui sont publiés dans les magazines mensuels. Beaucoup de ses contemporains et même de plus jeunes écrivains la décrivent comme un génie capable de transformer de simples questions quotidiennes en livres lisibles et intéressants qui reflètent la vie et les préoccupations de ses lecteurs.
Elle a continué à écrire jusque dans les années 1970. Elle n'est pas revenue dans le secteur de l'édition mais dirigeait une petite imprimerie dans les années 1950.
Ma Ma Lay a épousé Aung Zeya en 1959. Elle est morte à Rangoun le 6 avril 1982. Elle avait 65 ans.
Son fils aîné Maung Thein Dan est devenu acteur. Sa fille était le Dr Daw Khin Lay Myint, une érudite française renommée, morte en 2007. Elle a traduit deux des œuvres de sa mère en français et quelques classiques français en birman. Son plus jeune fils était le poète Moe Hein.

## Œuvres
Ses œuvres célèbres sont:
- Thu Lo Lu (comme lui) (1947)
- Seik (Esprit)
- Mone Ywa Mahu (Pas par haine) (1955)
- Yin Nint Aung Hmwe (Droit au cœur du cœur)
- Twe Ta Saint Saint (Un lent flux de pensées et de récits de médecine birmane) (1963)
- Thway (sang) (1973)
- Images of My Life (2002) (Recueil d'articles sur sa vie, réédité par son fils)

Ma Ma Lay a remporté deux grands prix littéraires birmans pour "Not Out of Hate" et "A Slow Stream of Thoughts and Burmese Medicine Tales".
- Comme lui, c'était à propos de son mari Chit Maung et de leur vie conjugale. L'écrivain contemporain Dagon Taya a écrit: «Le succès de Journalgyaw Ma Ma Lay a atteint son apogée avec ce roman. L'épouse a écrit une biographie de son mari, un éditeur. C'était la combinaison de l'amour et de l'art, et cette combinaison a rendu le livre unique et intéressant[1].
- Not Out of Hate explore l'impact de l'Occident sur la culture birmane et a été traduit dans d'autres langues (anglais, chinois, français, ouzbek et russe).
- Blood traite des relations forgées entre les Japonais et les Birmans pendant la Seconde Guerre mondiale . Une jeune Japonaise se rend en Birmanie pour retrouver son demi-frère, l'enfant de son père, un officier de l'armée japonaise et une mère birmane. Son demi-frère refuse dans un premier temps d'avoir quoi que ce soit à voir avec elle car il croit que son père a violé sa mère. Une coproduction avec les Japonais a transformé ce roman en un film qui a eu sa première en 2003 au Japon.

## Histoires courtes
- Les recueils de nouvelles Un flux lent de pensées et de récits de médecine birmane étudient différents aspects de la société birmane à l'époque U Nu et au début de l'ère Ne Win. En tant que représentation fictive réaliste de la société à une certaine époque, ils ressemblent nettement à l'œuvre de l'auteur français Balzac.
- One Blade of Grass dépeint une situation dans laquelle la riche épouse d'un officier militaire traite un enfant domestique comme un esclave ou plutôt comme un appareil ménager. Il y a beaucoup d'hyperbole dans le traitement des relations maître-serviteur ici, mais l'histoire fait un bon travail pour faire ressortir les caractéristiques de l'oppression que l'on trouve souvent dans les pays où les inégalités de revenus sont extrêmes.
- Dans Far and Near, une jeune femme s'essaye à la gestion de la rizière familiale pour en apprendre davantage sur toutes les formes possibles que la corruption gouvernementale appliquée aux rizières peut prendre. Il y a tellement de détails réalistes que l'histoire doit être au moins partiellement réelle. À la fin, les fonctionnaires du gouvernement ne semblent pas meilleurs que les rats qui rongent les sacs de riz à la recherche de leur pillage.
- Dans Coffee, une image de dénuement total est dessinée. Comme l'histoire A Little Blade of Grass, cette histoire traite également des relations maître-serviteur, mais la femme âgée qui est au centre de cette histoire ne vit pas dans la maison du maître et ne consomme pas sa nourriture. Elle sait s'en remettre à la richesse et au statut des riches voisins qui l'entourent et répondre à tous leurs besoins, mais cela ne lui fait guère de bien à la fin.
- A Pretty Face est une histoire satirique dirigée vers ces jeunes femmes qui abandonnent la robe traditionnelle birmane pour la mode et le maquillage occidentaux et ces jeunes hommes qui travaillent toujours à leur avantage.
- Kheimari parle d'une jeune fille dont les parents meurent et qui est progressivement attirée vers la vie de nonne bouddhiste, mais une fois qu'elle devient religieuse, elle est contrainte à une vie de mendiante professionnelle. Un film populaire a été réalisé sur la base de cette nouvelle.
- This Heat parle de la misère et du chagrin d'une vieille femme célibataire qui travaille comme une femme de chambre faisant le travail d'une épouse pour son père célibataire plus âgé.
- Dans la nouvelle Un flux lent de pensées, le mari d'une femme et son gendre prennent tous les deux une seconde femme. Elle évoque toutes les souffrances que la vieille femme doit endurer à cause de sa fille et de ses petits-enfants.
- Danger of Rebirth (ou "Samsara Danger" ou "Cycle of Rebirth Danger") raconte comment un employé de bureau devient moine après l'échec de son deuxième mariage.
- Dans la nouvelle Veuillez ne pas imiter cela, Sir, un mari nouvellement marié est piégé par tous les conforts de la vie conjugale. Il se réveille tard le matin et mange la nourriture que sa femme lui prépare, tandis que sa femme se réveille à l'aube, cuisine et part travailler pour vendre des haricots bouillis et du riz.

## Traductions
- Ma Ma Lay (Margaret Aung-Thwin tr.) (1991) Not Out of Hate: A Novel of Burma, Monographies dans les études internationales série Asie du Sud-Est ; No.88, Ohio: International Studies Ohio University, 1991, (ISBN 0-89680-167-5) .
- Ma Ma Lay (Than Than Win tr.) (2006) Blood Bond [birman: Thway], Centre d'études sur l'Asie du Sud-Est, Hawaï: Université d'Hawaï. [Également traduit en français par la fille de Ma Ma Lay, Khin Lay Myint]
- "Images de ma vie" (2002)